# Manicomi (pel·lícula de 1974)
 Manicomi  (títol original: Madhouse ) és un pel·lícula de terror britànica dirigida per Jim Clark i estrenada el 1974. Ha estat doblada al català.
Inspirada lliurement en un novel·la d'Angus Hall, Devilday, publicada el 1969, que serè, arran de l'estrena de la pel·lícula, reeditada amb el títol Madhouse per beneficiar-se de la publicitat.

## Argument
El famós actor de cinema de terror, Paul Toombes, conegut sobretot per a la seva interpretació del Dr. Death, és colpit per una depressió ansiosa mentre va a Anglaterra per al rodatge d'una nova sèrie. I aleshores, els diferents actors i membres de l'equip tècnic d'aquesta sèrie comencen a morir, d'una manera molt anàloga a de què morien els personatges de les pel·lícules del Dr. Death.

## Repartiment
- Vincent Price: Paul Toombes
- Peter Cushing: Herbert Flay
- Robert Quarry: Oliver Quayle
- Adrienne Corri: Faye Carstairs Flay
- Natasha Pyne: Julia Wilson
- Michael Parkinson: el periodista de la tele
- Linda Hayden: Elizabeth Peters
- Barry Dennen: Gerry Blount
- John Garrie: inspector Harper
- Jenny Lee-Wright: Carol Clayton
- Peter Halliday: el psiquiatre

## Premis i nominacions
Nominacions
- Saturn Award 2008: Premi Saturn a la millor col·lecció DVD